# Lithocarpus hancei
Lithocarpus hancei är en bokväxtart som först beskrevs av George Bentham, och fick sitt nu gällande namn av Alfred Rehder. Lithocarpus hancei ingår i släktet Lithocarpus och familjen bokväxter. Inga underarter finns listade.